# 왕쉬에단
왕 쉬에단(왕설단, 중국어 간체자: 王雪丹, 병음: Wáng Xuĕdān, 일본어: おう・せったん 오・셋탄[*])은 이나가와 모토코 사무소소속의 중국인 여성 배우이다. 신장은 166cm, 가슴둘레 88cm, 허리 둘레 58cm, 엉덩이 둘레 86cm, 구두 사이즈는 23.5cm, B형이다. 왕 쉬에메이(王雪梅)라는 9살이상의 언니가 있다.
수입드레스, 오리지널 드레스를 판매하는 「유한회사엘케이(LK)」를 운영하는 사업가이기도 하다. 드레스 디자인을 직접 다루고 있다. 2005년 10월부터 방송인 TBS계「아이치테루」에 출연하고 있다.